# Người Hyksos
Người Hyksos (/ˈhɪksɒs/ or /ˈhɪksoʊz/; tiếng Ai Cập: heqa khasewet, "các ông vua ngoại quốc"; tiếng Hy Lạp: Ὑκσώς hay Ὑξώς, tiếng Ả Rập: الملوك الرعاة, có nghĩa là: "các vị vua chăn cừu") là một dân tộc có nguồn gốc hỗn tạp, có thể đến từ Tây Á, họ đã định cư ở phía đông đồng bằng châu thổ sông Nile vào khoảng thời gian trước năm 1650 TCN. Sự xuất hiện của người Hyksos đã dẫn đến sự kết thúc của vương triều thứ Mười Ba của Ai Cập và bắt đầu thời kỳ Chuyển tiếp thứ hai của Ai Cập. Trong văn cảnh của Ai Cập cổ đại, thuật ngữ "người Châu Á" - vốn thường được sử dụng để chỉ người Hyksos - có thể dùng để nhắc đến tất cả các tộc người bản địa ở những vùng đất phía đông của Ai Cập.
Những cuộc di cư của các cư dân gốc Canaan đã diễn ra từ trước khi người Hyksos có mặt. Người Canaan xuất hiện lần đầu tiên ở Ai Cập vào cuối vương triều thứ 12, khoảng năm 1800 TCN hoặc khoảng năm 1720 TCN và đã thiết lập một vương quốc độc lập ở phía đông khu vực đồng bằng châu thổ sông Nile . Những nhà cai trị gốc Canaan ở khu vực đồng bằng châu thổ đã thống nhất lại tạo nên vương triều thứ 14, cùng tồn tại với vương triều thứ Mười Ba của người Ai Cập, và đặt kinh đô tại Itjtawy. Quyền lực của hai vương triều thứ 13 và 14 đã suy yếu một cách dần dần, có lẽ là do nạn đói và bệnh dịch.
Vào khoảng năm 1650 TCN, cả hai vương triều này đều đã bị người Hyksos xâm lược, họ sau đó thiết lập nên vương triều thứ 15. Sự sụp đổ của vương triều thứ 13 đã tạo ra một khoảng trống quyền lực ở phía nam, mà có thể đã dẫn tới sự trỗi dậy của vương triều thứ 16, có căn cứ tại Thebes, và có thể thêm cả một vương triều bản địa ở Abydos . Người Hyksos cuối cùng đã chinh phục được cả hai, mặc dù chỉ là trong một thời gian ngắn đối với trường hợp của Thebes. Kể từ đó trở đi, vương triều thứ 17 nắm quyền kiểm soát Thebes và đã có một khoảng thời gian cùng cai trị trong hòa bình với các vị vua Hyksos, có lẽ như là chư hầu của họ. Cuối cùng, Seqenenre Tao, Kamose và Ahmose đã tiến hành chiến tranh chống lại người Hyksos và đánh đuổi Khamudi, vị vua cuối cùng của họ khỏi Ai Cập vào khoảng năm 1550 TCN.
Người Hyksos đã tiến hành việc chôn cất ngựa, và vị thần quan trọng nhất của họ, vị thần bão tố của họ, Baal, đã được đồng nhất với vị thần bão tố và sa mạc của người Ai Cập, Set . Người Hyksos là một tộc người châu Á có nguồn gốc hỗn tạp với thành phần chính là những người nói tiếng Semit. Mặc dù một số học giả đã nêu giả thuyết cho rằng người Hyksos có một phần là người Hurri, thế nhưng hầu hết các học giả khác đã loại bỏ khả năng này.Người Hurri nói một ngôn ngữ đơn lập, nhưng lại tuân theo các quy tắc và ảnh hưởng của ngữ hệ Ấn-Âu , và các từ nguyên của tiếng Hurri đã được đề xuất cho một số tên gọi của người Hyksos trong khi các từ nguyên của ngữ hệ Ấn-Âu chỉ được đề xuất cho rất ít tên gọi . Nếu như một bộ phận người Hurri đã thực sự tồn tại trong thành phần của người Hyksos, thì sự có mặt của một bộ phận người Ấn-Âu trở nên khó mà giải thích được, bởi vì các tộc người Ấn-Âu chỉ gây được một sự ảnh hưởng đáng kể tới người Hurri ở Syria sau khi người Hyksos đã được thiết lập vững chắc ở Ai Cập 
Người Hyksos đã đem theo một số kỹ thuật mới đến Ai Cập, cùng với cả sự truyền bá về văn hoá như các nhạc cụ mới và những từ vay mượn từ nước ngoài .Những thay đổi được giới thiệu bao gồm các kỹ thuật mới trong gia công đồng và đồ gốm, các giống động vật và cây trồng mới . Trong chiến tranh, họ giới thiệu ngựa và chiến xa, loại cung ghép, những loại rìu chiến cải tiến và các kỹ thuật xây dựng công sự tiên tiến . 

## Vương triều thứ 15 của người Hyksos
Theo truyền thống, khi chỉ các vị vua của Vương triều thứ Mười lăm, họ gọi là Hyksos. Tên Hy Lạp "Hyksos" đã được đặt ra bởi Manetho dùng để xác định Vương triều thứ mười lăm của các vị vua châu Á ở miền bắc Ai Cập. Trong tiếng Ai Cập từ Hykos có nghĩa là "các ông vua ngoại quốc", tuy nhiên, Manetho đã dịch sai từ Hyksos thành "các vị vua chăn cừu".
Người Hyksos có các tên gọi như của người Canaan, cũng như được thấy trong các tên gọi các vị thần của người Semit như Anath hoặc Ba'al. Họ đã giới thiệu các kĩ thuật chiến tranh mới vào Ai Cập, đáng chú ý nhất là loại cung ghép và chiến xa do ngựa kéo.
Các vị vua người Hykos của Vương triều thứ 15 được biết đến bao gồm:
| Tên vua   | Trị vì                                                                               |
| --------- | ------------------------------------------------------------------------------------ |
| Sakir-Har | Tên được đặt như một vị vua Hyksos được tìm thấy tại Avaris. Regnal không chắc chắn. |
| Khyan     | khoàng năm 1620 TCN                                                                  |
| Apophis   | c. 1580 TCN đến 1540 TCN                                                             |
| Khamudi   | c. 1540 TCN đến 1530 TCN?                                                            |

Vương quốc của người Hyksos có trung tâm nằm ở phía đông bằng sông Nile và miền trung Ai Cập và nó bị giới hạn về độ lớn, không bao giờ mở rộng về phía nam vào Thượng Ai Cập, mà vốn nằm dưới sự kiểm soát của các vị vua có căn cứ ở Theban. Người Hykos giao thiệp với miền nam dường như chủ yếu chỉ mang tính chất thương mại mặc dù các ông hoàng Theban dường như đã cộng nhận các vị vua cầm quyền Hyksos và có thể đã cống nạp cho họ trong một khoảng thời gian. Các vị vua của Triều đại mười lăm người Hyksos đã thiết lập kinh đô và bộ máy chính quyền tại Avaris.

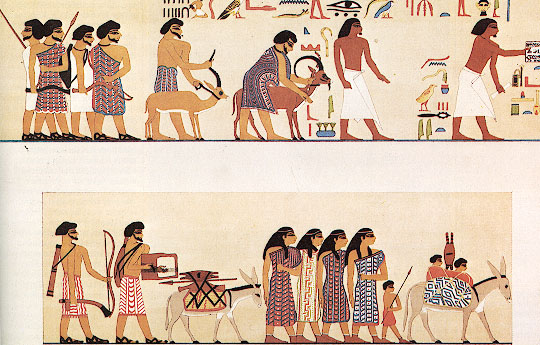
A group of Asiatic peoples (perhaps the future Hyksos) depicted entering Egypt c.1900 TCN from the tomb of a 12th dynasty official Khnumhotep under pharaoh Senusret II at Beni Hasan. The glyphs above are above the head of the first animal

Sự cai trị của các vị vua này đan xen với các vị pharaoh bản địa thuộc Triều đại thứ 16 và 17 của Ai Cập, được gọi là thời kỳ chuyển tiếp thứ hai. Vị vua đầu tiên của Triều đại thứ 18, Ahmose I, đã đánh đuổi hoàn toàn người Hyksos khỏi thành trì cuối cùng của họ tại Sharuhen thuộc Gaza vào năm thứ 16 Triều đại của ông. Các học giả đã lấy việc sử dụng ngày càng nhiều các scarab và sự chấp nhận một số hình thức của nghệ thuật nghệ thuật bởi các vị vua Triều đại mười lăm Hyksos và phân bố rộng rãi của chúng như là một dấu hiệu cho thấy họ đã dần trở thành Ai Cập hóa. Người Hyksos dùng các tước hiệu của Ai Cập kết hợp với vương quyền Ai Cập truyền thống, và vị thần Seth của Ai Cập để đại diện cho vị thần riêng của họ. Bất chấp sự thịnh vượng mà tình hình chính trị ổn định mang lại cho đất nước, những người Ai Cập bản địa tiếp tục để xem người Hyksos như những "kẻ xâm lược" không phải người Ai Cập.

## Cuộc xâm lược của người Hyksos?
Theo tác phẩm của Manetho, cũng như được ghi chép lại bởi Josephus, sự xuất hiện của người Hyksos ở Ai Cập được mô tả như là một cuộc xâm lược vũ trang bởi một đám người man rợ nước ngoài chỉ gặp phải sự kháng cự yếu ớt và đã chinh phục đất nước bằng sức mạnh quân sự. Ông ghi lại rằng người Hyksos đã đốt cháy các thành phố, phá hủy các ngôi đền và biến phụ nữ và trẻ em làm nô lệ.
Người ta cho  rằng những phương pháp mới mang tính cách mạng trong chiến tranh đã đảm bảo cho người Hyksos uy thế trong những đợt tràn vào và thành lập các khu thực dân mới ở vùng đồng bằng của Ai Cập và ở Thebes nhằm hỗ trợ thương mại Biển Đỏ. Herbert E. Winlock mô tả những vũ khí quân sự mới này chẳng hạn như loại cung ghép, cũng như độ uốn của cung được cải thiện và quan trọng nhất là chiến xa ngựa kéo, cũng như cải thiện đầu mũi tên, các loại kiếm và dao găm khác nhau, một loại thuẫn mới, loại áo giáp, và mũ giáp kim loại.
Trong những thập kỷ qua, ý tưởng về một cuộc di dân bình thường, với ít hoặc không có sử dụng bạo lực, đã nhận được sự ủng họ. Theo giả thuyết này, những vị vua Ai Cập của Triều đại thứ 13 đã quá yếu để ngăn chặn những đợt di dân mới di chuyển đến Ai Cập từ châu Á và đang phải bận tâm để đối phó với nạn đói và bệnh dịch trong nước.
Tới khoảng năm 1700 trước công nguyên (chỉ hơn một trăm năm sau), Ai Cập đã bị chia rẽ về chính trị với hàng loạt các tiểu quốc địa phương mọc lên trong khu vực đồng bằng phía đông bắc. Một trong số đó là của vua Nehesy, mà kinh đô đặt tại Avaris và ông cai trị một bộ phận dân cư mà phần lớn là người Syro-Palestine đã định cư ở khu vực này trong Triều đại thứ 12 và những người đó có lẽ chủ yếu là binh sĩ, thủy thủ, thợ đóng tàu và những người thợ. Triều đại của ông có lẽ đã được thay thế bởi một Triều đại Tây-Semitic nói tiếng Syro-Palestine mà hình thành nên nền tảng cho vương quốc Hyksos sau này, và đã có thể bành trướng về phía nam bởi vì tình hình chính trị không ổn định, với sự trợ giúp của quân đội, "tàu, và các mối quan hệ ngoại quốc. ""
Bourriau lập luận rằng mô tả của Manetho về sự cai trị của người Hyksos được xác nhận bởi bằng chứng trong các bài văn của Kamose rằng Kamose từ chối tình trạng chư hầu, sự kiểm soát chặt chẽ biên giới tại Cusae, sự áp đặt thuế việc buôn bán trên sông Nile và sự tồn tại các đơn vị đồn trú của người châu Á dưới sự chỉ huy của các tướng lĩnh Ai Cập
Vào Triều đại thứ mười ba của Ai Cập, các lãnh chúa nước ngoài đã sử dụng tên gọi Pharaoh cho bản thân mình và sau đó bắt đầu chiến đấu vì nó. 